# Палм-Воллей – Дарвін
Палм-Воллей – Дарвін – газопровід на півночі Австралії. Також відомий як Amadeus Gas Pipeline.
Газопровід ввели в дію у 1986 році для видачі продукції родовищ басейну Амадеус (передусім родовища Палм-Воллей, яке до того вже почало живити значно менший газопровід місцевого значення до Аліс-Спрінгс). Основна траса трубопроводу має загальну довжину 1512 кілометрів та складається із двох ділянок:
- довжиною 1110 кілометрів з діаметром 356 мм від Палм-Воллей до Матаранки;
- завдовжки 402 кілометри з діаметром 324 мм від Матаранки до найбільшого міста північної Австралії Дарвіну.
Окрім як з Палм-Воллей ресурс надходить з газопроводів Меріні – Тайлер-Пасс (став до ладу одночасно з Палм-Воллей – Дарвін) та Блектіп – Вадеє – Палм-Воллей-Дарвін (в 2009 подав продукцію офшорного родовища Блектіп). Останній приєднується в районі Бан-Бан-Спрінгс, при цьому поява нового джерела дозволила модифікувати режим використання системи з подачею ресурсу від Бан-Бан-Спрінгс як у північному, так і у південному напрямках.
В районі Дарвіну великими споживачами є ТЕС Ченнел-Айленд та ТЕС Ведделл. При цьому за потреби до системи Палм-Воллей – Дарвін через короткі перемички може надходити ресурс з розташованих в районі Дарівну заводів зі зрідження газу Дарвін ЗПГ та Ічтіс ЗПГ (останні орієнтовані на експорт, проте можуть надавати підтримку місцевій енергетиці).
Також від газопроводу існує цілий ряд відгалужень до гірничорудних підприємств. Найбільшими серед таких відгалужень є Палм-Воллей-Дарвін – Мак-Артур-Рівер (введене у 1995-му) та Палм-Воллей-Дарвін – Гранітс – Дед-Баллок-Соап (2019). В 1997-му також спорудили перемичку завдовжки 11 кілометрів до цементного заводу Матаранка, втім, з 2010-го він відмовився від газу та перейшов на використання нафти.
У 2019-му ввели в дію газопровід Філліп-Крік – Маунт-Айза, який сполучив Палм-Воллей – Дарвін з газотранспортною системою східної Австралії.